# مسجد و مدرسه علمیه مشیرالسلطنه
مسجد و مدرسهٔ علمیهٔ مشیرالسلطنه یا مسجدالاقصی یا مسجد ساعت، یکی از مسجدها و حوزه‌های علمیهٔ مربوط به دوره قاجار است و در تهران، خیابان مولوی، کوچهٔ تشکری موحد واقع شده‌است.
این اثر در تاریخ ۲۵ مهر ۱۳۸۳ با شمارهٔ ثبت ۱۱۲۰۸ به‌عنوان یکی از آثار ملی ایران به ثبت رسیده است.
نام این مسجد از ابتدا، مسجدالاقصی بوده و در وقفنامه این مسجد که به امضای شیخ فضل‌الله نوری رسیده است از این مسجد به اسم مسجدالاقصی نام برده شده ، اما این مسجد در بین اهالی با سه نام مسجد ساعت (به علت وجود ساعت قدیمی که از اولین ساعت های نصب شده در تهران است) ، مسجد مشیرالسلطنه و مسجد تشکیلات هم شهرت دارد.

## نام مسجد
واقف این مسجد و مدرسهٔ علمیه احمد مشیرالسلطنه،  آن را مسجدالاقصی نامیده‌است.
البته در زبان عموم مردم و همچنین رسانه‌ها اغلب آن را با نام واقفش مسجد مشیرالسلطنه می‌شناسند.
همچنین به دلیل وجود ساعت قدیمی مسجد بالای ستون کنار خیابان، مردم ساکن محله‌های اطراف، آن را مسجد ساعت نیز می‌خوانند.
به دلیل وجود یک ساعت قدیمی در بالای مناره که از داخل خیاط مسجد قابل روئیت است اسم این مسجد در میان ساکنین محله به مسجد ساعت معروف است.

## پی‌نوشت
1. ↑  «دانشنامهٔ تاریخ معماری و شهرسازی ایران‌شهر». وزارت راه و شهرسازی. بایگانی‌شده از روی نسخه اصلی در ۶ اکتبر ۲۰۱۹. دریافت‌شده در ۱۰ اکتبر ۲۰۱۹.